# استاروبیکتوو
استاروبیکتوو (انگلیسی: Starobiktovo) یک شهرک در شهرستان ایلیشفسکی استان باشقیرستان کشور روسیه است.